# Clusia comans
Clusia comans är en tvåhjärtbladig växtart som först beskrevs av Carl Friedrich Philipp von Martius, och fick sitt nu gällande namn av Pipoly. Clusia comans ingår i släktet Clusia och familjen Clusiaceae. Inga underarter finns listade i Catalogue of Life.